# چی ماکیان

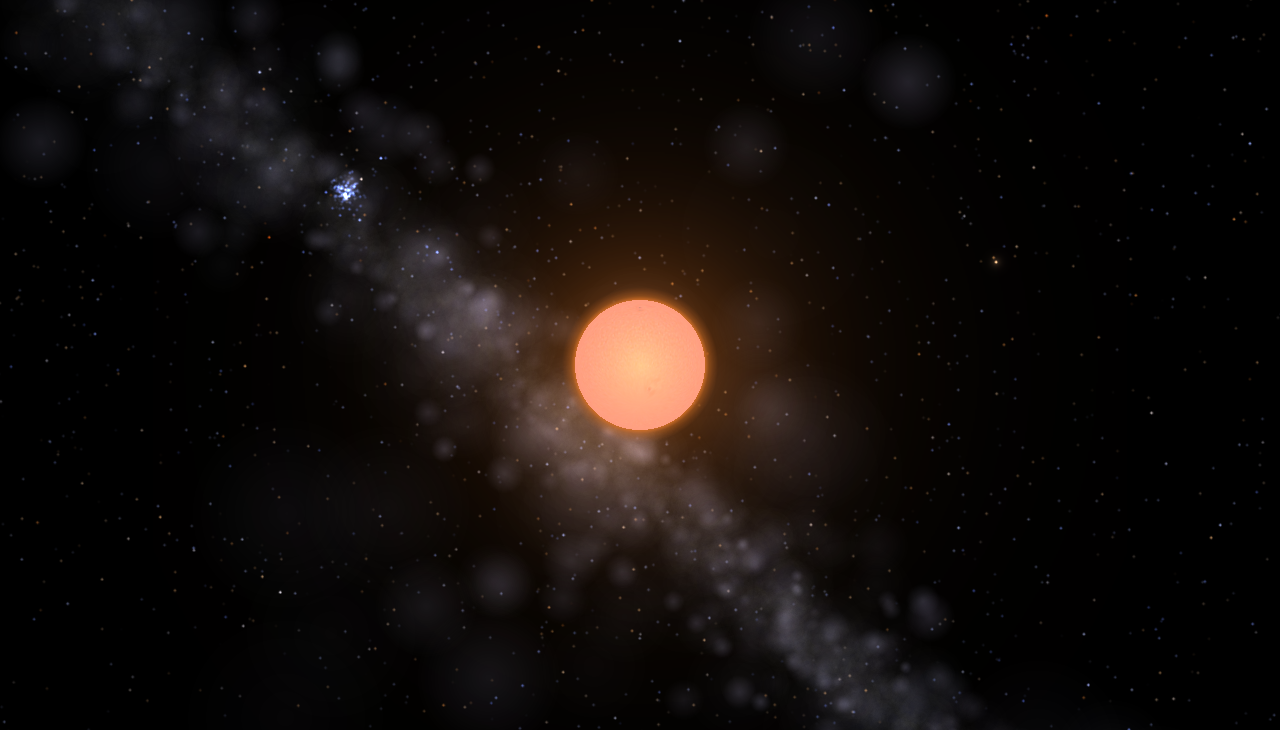
نمایی از «چی ماکیان» ستارهٔ قرمز غول‌پیکر

چی ماکیان (به انگلیسی: Chi Cygni) یک ستاره متغیر میراگونه در صورت فلکی ماکیان است.
چی ماکیان یکی از بزرگ‌ترین تغییرات درخشندگی شناخته شده را دارا است.